# María Josefa Francisca González y Suárez
María Josefa Francisca González y Suárez, född 1764, död 1848, var en spansk hjältinna.
Hon är känd för sitt motståndsarbete mot de franska ockupationstrupperna under den napoleonska ockupationen, och fick därför en kunglig pension 1814.  